# Bernhardsweiler (Fichtenau)
Bernhardsweiler ist ein Weiler, der zum Ortsteil Lautenbach der Gemeinde Fichtenau im Landkreis Schwäbisch Hall im Nordosten Baden-Württembergs gehört.
Der Ort besitzt mit der St.-Anna-Kirche ein Bauzeugnis aus dem Spätmittelalter und wurde um 1364 als Bemerßwyler erstmals urkundlich erwähnt.
Das Wasserschloss wurde im 15./16. Jahrhundert von der Familie Goldochs erbaut.
Von 1797 bis 1808 unterstand der Ort dem Justiz- und Kammeramt Crailsheim.